# Karl-Theodor Molinari
Karl-Theodor Molinari (* 7. Februar 1915 in Bonn; † 11. Dezember 1993 in Dortmund) war ein deutscher Offizier, zuletzt Generalmajor des Heeres der Bundeswehr und Gründungsvorsitzender des Deutschen Bundeswehrverbandes.
Er ist Namensgeber des Bildungswerkes Karl-Theodor-Molinari-Stiftung.

## Leben

### Wehrmacht
Beförderungen
- 1. Oktober 1938 Leutnant
- 1. Februar 1941 Oberleutnant
- 1. Dezember 1942 Hauptmann
- 1. April 1944 Major
- 1. April 1945 Oberstleutnant

#### Militärischer Werdegang
Molinari trat 1935 in den Dienst der Wehrmacht. Er wurde in der Aufklärungs-Abteilung (motorisiert) 8 in Potsdam ausgebildet. Danach war er Gruppenführer, Zugführer und Abteilungsadjutant. Im Mai 1941 wurde er Lehroffizier an der Schule für Schnelle Truppen in Potsdam-Krampnitz. Im März 1942 kam er als Kompaniechef zum Panzer-Regiment 36, wo er später Kommandeur der I. Abteilung und Führer wurde. Zuletzt war er Kommandeur der Fahnenjunkerschule 3 der Panzertruppen in Königsbrück.
1939 erhielt er das Eiserne Kreuz 2. und 1. Klasse, am 3. Februar 1944 das Deutsche Kreuz in Gold sowie am 3. November 1944 das Ritterkreuz des Eisernen Kreuzes am 15. November 1944.

#### Ereignisse in den Ardennen
Am 13. Juni 1944, kurz nach der Invasion in der Normandie, erschossen Soldaten von Molinaris Panzerabteilung 106 gefangen genommene französische Résistancekämpfer in einem Wald nahe Les Hauts Buttés in den Ardennen.
Nachdem ihn die französische Regionalzeitung L’Ardennais am 5. April 1951 mit den Ereignissen von 1944 in Verbindung brachte verurteilte ihn am 13. April 1951 ein französisches Militärtribunal in Metz nach fünfminütiger Beratung in Abwesenheit zum Tode, ohne dass der Beschuldigte von der Anklage erfuhr.
Über die Jahre hinweg wurde eine vermeintliche persönliche Beteiligung Molinaris am „Massaker von Tulle“ von 1944 insbesondere von der DDR immer wieder thematisiert und instrumentalisiert; sein Name wurde Ende der 1960er Jahre ohne genauere Angaben im Braunbuch der DDR angeführt. Eine offizielle Nachprüfung in der Bundesrepublik von 1957 ergab keinerlei Auflistung Molinaris auf Kriegsverbrecherlisten. Im Juni 1970 wurde ein Ermittlungsverfahren in Hagen gegen Molinari vorläufig eingestellt. Die Aktendurchsicht durch die Staatsanwaltschaft ergab „Keine wesentliche Belastung“ von Molinari. Anderseits konnte er jedoch nicht juristisch rehabilitiert werden, da einem Prozess die Vorschriften der Pariser Verträge (1955) entgegenstanden. Im November 1970 wurde das Verfahren gegen Molinari durch die zuständige Generalstaatsanwaltschaft am Oberlandesgericht Hamm endgültig eingestellt. Dies führte noch im selben Monat zu einer kontroversen Debatte in der französischen Nationalversammlung.

### Bundeswehr
Beförderungen
- 21. Dezember 1959 Oberst
- 29. April 1963 Brigadegeneral
- 5. Oktober 1966 Generalmajor

Im Januar 1956 trat er in den Dienst der neu aufgestellten Bundeswehr; er wurde zunächst eingewiesen und vorbereitet. Molinari wurde im April 1956 Kommandeur des Panzerlehrbataillon 93 in Munster. 1957 erfolgte die Ernennung zum Berufssoldaten. Von 1958 bis 1960 war er Abteilungsleiter der Panzertruppe im Truppenamt in Köln. Von 1960 bis 1961 war er Stabsoffizier in der 5. Panzerdivision in Grafenwöhr. Von 1961 bis 1963 war er Kommandeur der Panzerbrigade 14 in Koblenz. Ab Oktober 1963 diente er als Unterabteilungsleiter P III (Offiziere des Heeres) im Bundesministerium der Verteidigung in Bonn. Im Anschluss kommandierte er von 1966 bis 1969 die 7. Panzergrenadierdivision in Unna. Danach war er als Befehlshaber im Wehrbereich IV, Mainz eingesetzt. Zum 31. Dezember 1970 trat Molinari in den Ruhestand.

### Sonstiges
Nach dem Krieg betrieb er in der Eifel ein Sägewerk, wurde CDU-Kreisvorsitzender und von 1952 bis 1954 Landrat in Schleiden.
Er war 1956 Gründungsvorsitzender des Bundeswehrverbandes, den er bis 1963 leitete.
Er war verheiratet und Vater von drei Kindern.

## Karl-Theodor-Molinari-Stiftung
1988 wurde das Bildungswerk des Bundeswehrverbandes nach Molinari benannt (Karl-Theodor-Molinari-Stiftung).

## Filme
- Ein Ehrenmann geht. Kurz-Dokumentarfilm, DEFA, DDR 1970.[11]